# Rhipsalis baccifera
Rhipsalis baccifera (J.S. Mueller) Stearn, chiamata volgarmente Mistletoe cactus (cactus vischio), è un cactus epifita originario del centro e sud America. Si trova spontanea anche nell'Africa tropicale, nonché in Madagascar, Mauritius, Réunion e Sri Lanka. È l'unica specie di cactus spontanea al di fuori del Nuovo mondo.

## Descrizione
È una specie epifita o occasionalmente litofita.È caratterizzata da fusti cilindrici poco ramificati di un bel colore verde intenso. Fiorisce in inverno e per tutta la primavera producendo piccoli fiori bianchi imbutiformi riuniti in piccoli mazzetti in corrispondenza delle areole della pianta (caratteristica di tutte le cactacee). I frutti sono delle bacche di colore rosa o bianche traslucide.

## Tassonomia
La specie mostra un deciso polimorfismo e può essere suddivisa in numerose sottospecie. Le sottospecie mesoamericane sono normalmente tetraploidi, a differenza di quelle sudamericane che sono invece normalmente diploidi.
- Rhipsalis baccifera subsp. baccifera
- Rhipsalis baccifera subsp. cleistogama M.Kessler, Ibisch & Barthlott
- Rhipsalis baccifera subsp. erythrocarpa (K.Schum.) Barthlott
- Rhipsalis baccifera subsp. horrida (Baker) Barthlott
- Rhipsalis baccifera subsp. mauritiana (DC.) Barthlott